# Zoé Goyet
Pour les articles homonymes, voir Goyet (homonymie).
Zoé Goyet (1800 à Paris - 1869 à Saint-Sorlin, La Roche-Vineuse) est une portraitiste, pastelliste et professeure de peinture française. Ses œuvres sont exposées aux salons de peinture de Paris de 1834 à 1841. 

## Vie privée
Jeanne Zoé Groizier de Bonlieu est baptisée à Paris, paroisse Saint-Gervais, le 25 février 1800. Par sa mère Angélique Mariette, elle est l'arrière-petite-fille du marchand d'estampe et graveur parisien Jean Mariette,. Du côté paternel, son bisaïeul Roger Groizier de Monthuchet était lieutenant de la vénerie de Philippe d'Orléans.
Le 23 mai 1831, elle épouse à Paris Eugène Goyet, peintre d'histoire, fils de Jean-Baptiste Goyet, également peintre. 

## Carrière
Peu d'informations ont été trouvées sur sa formation comme peintre. Néanmoins, dès 1830, l'administration des Beaux-Arts commande à Mlle Groizier de Boulieu la copie d'un portrait du roi en pied de François Gérard. En 1833, dans un courrier où elle se recommande au comte de Montalembert afin d'obtenir des commandes de la cour, elle évoque l'un de ses travaux (un portrait de la marquise de Montesson), réalisé pour le château d'Eu et remarqué par le roi Louis-Philippe.
En 1834, elle réalise, de nouveau pour l’État, un portrait du général Kellerman, copie d'après une œuvre de Jean-Joseph Ansiaux.
Zoé et Eugène Goyet partagent, à partir de leur mariage en 1831, la maison et l'atelier du peintre Jean-Baptiste Goyet (père de l'époux), situés 3 rue de l'Abbaye (Paris). Le couple déménage en 1837 rue de la Chaussée-d'Antin, installant leur atelier au numéro 27. Ils y donnent des cours de dessins et peintures à des élèves femmes. Parmi leurs élèves, Victoire Adèle Keuler, qui exposera deux peintures au salon de Paris de 1864. 
Quatorze des vingt-trois 23 œuvres soumises par Zoé Goyet aux salons annuels de Paris sont exposées (principalement des portraits) :
- Salon de 1834 : "Portrait de Mlle D." (60 cm x 30 cm)[9] ;
- Salon de 1835 : "Portrait de l'abbé D." (pastel, 60 cm x 50 cm) ; "Portrait de M. Al. P." (pastel, 60 cm x 50 cm)[10] ;
- Salon de 1836 : "Portrait de Mme V." (pastel, 62 cm x 55 cm, refusé) ; "Portrait de Mr. de L*** (pastel, 62 cm x 55 cm) ; "Portrait de Mr G*** (pastel, 65 cm x 55 cm) ; "Portrait de Mr. R***" (pastel, 52 cm x 48 cm)[11] ; "Portrait de Mr. V" (pastel, 60 cm x 55 cm)[12] ;
- Salon de 1837 : "Portrait de Mlle D***" (pastel, 65 cm x 50 cm) ; "Portrait de Mr. C*** (pastel, 58 cm x 50 cm) ; "Portrait de Mr M*** (pastel, 58 cm x 50)[13] ; "Portrait de Mr. Jules Janin" (pastel, 75 cm x 60 cm, refusé) ; [cadre de deux pastels portraits] (pastel, 55 cm x 60 cm, refusé)[14] ;
- Salon de 1838 : "Portrait de Mr. Jules Janin" (pastel, 70 cm x 60 cm, refusé) ; "Portrait de Mr. de B***" (pastel, 80 cm x 80 cm)[15] ;
- Salon de 1839 : "Portrait de Mme D***" (pastel, 60 cm x 50 cm) ; "Portrait de Mr. J***" (pastel, 60 cm x 50 cm)[16] ;
- Salon de 1840 : "Portrait de Mlle Doze" (pastel, 60 cm x 50 cm, refusé) ; "Portrait de la B[ar]onne de L." (pastel, 70 cm x 60 cm, refusé) ; deux [portrait d'enfant] (pastel, 60 cm x 50 cm, refusés)[17] ;
- Salon de 1841 : "Portrait de Mlle D." (pastel, 60 cm x 50 cm)[18]
- Salon de 1846 : "Portrait de Mr. V." (pastel, 48 cm x 40 cm, vendu).

Elle reçoit une médaille de 3e classe lors de l'édition 1837,. 
Jules Janin fait l'éloge des portraits au pastel exposés au salon de 1839 (bien que ceux le représentant aient été refusés) : « En termes de portraits énergiques, remarquez, je vous prie, ceux de Mme. Zoé Goyet ; on dirait qu'elle a été élève de M. Ingres, tant il y a dans son dessin. Mme. Zoé Goyet apporte le plus grand soin et le discernement le plus exigeant à ce travail ». En 1838, elle peint un portrait de Michel Masson, portrait qui sera largement reproduit dans les livres du dramaturge et romancier,.
Eugène Goyet meurt en 1857. Zoé Goyet termine en 1859 la dernière commande faite à son mari, à savoir une peinture du Christ au Calvaire, pour la chapelle Notre-Dame du Calvaire de Garbriac (Aveyron).
La peintre s'éteint le 8 juillet 1869 chez son gendre, au château de la Greffière (Saint-Sorlin, aujourd'hui La Roche-Vineuse).

## Galerie

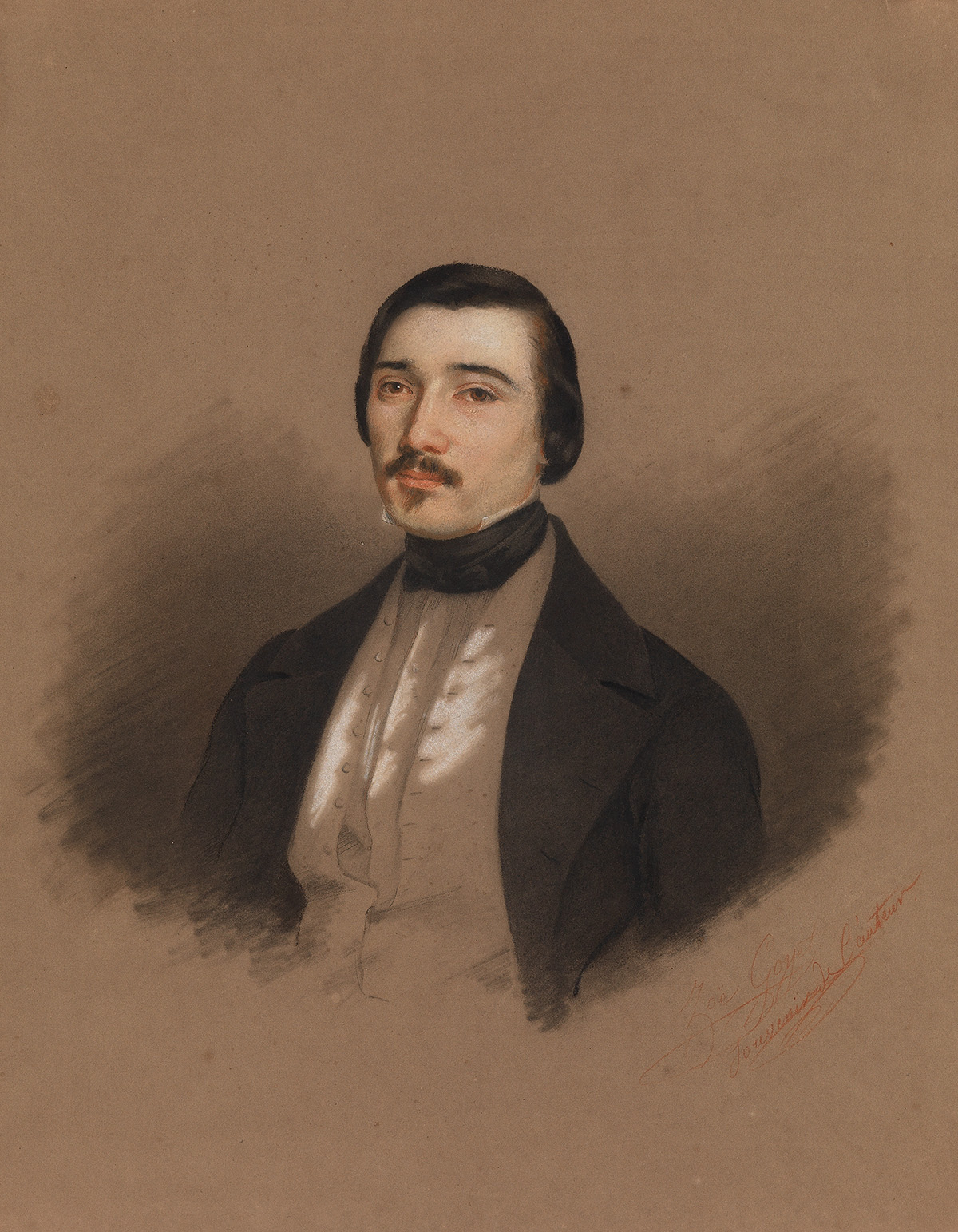
Portrait non identifié et non daté, pastel, collection privée.
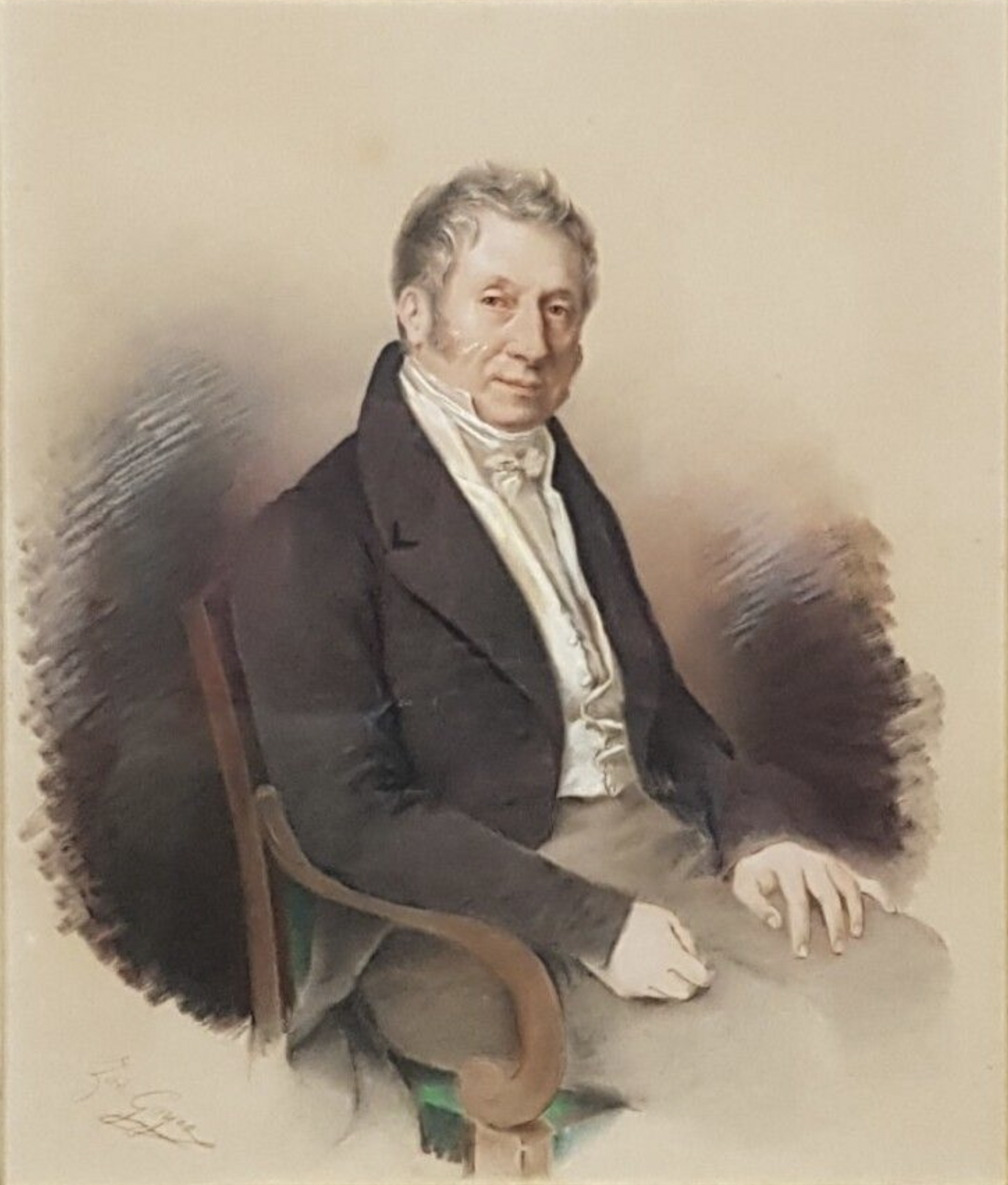
Portrait d'un homme assis, pastel, collection privée
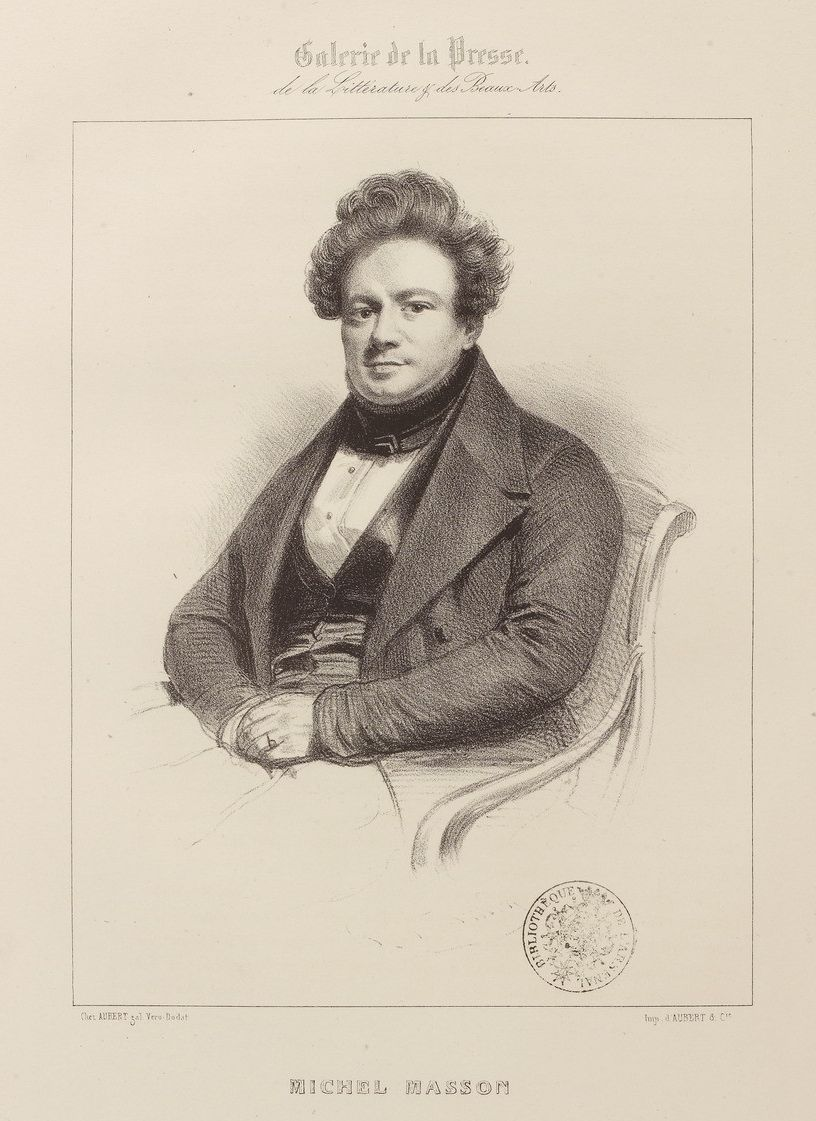
Portrait de Michel Masson, vraisemblablement de Zoé Goyet
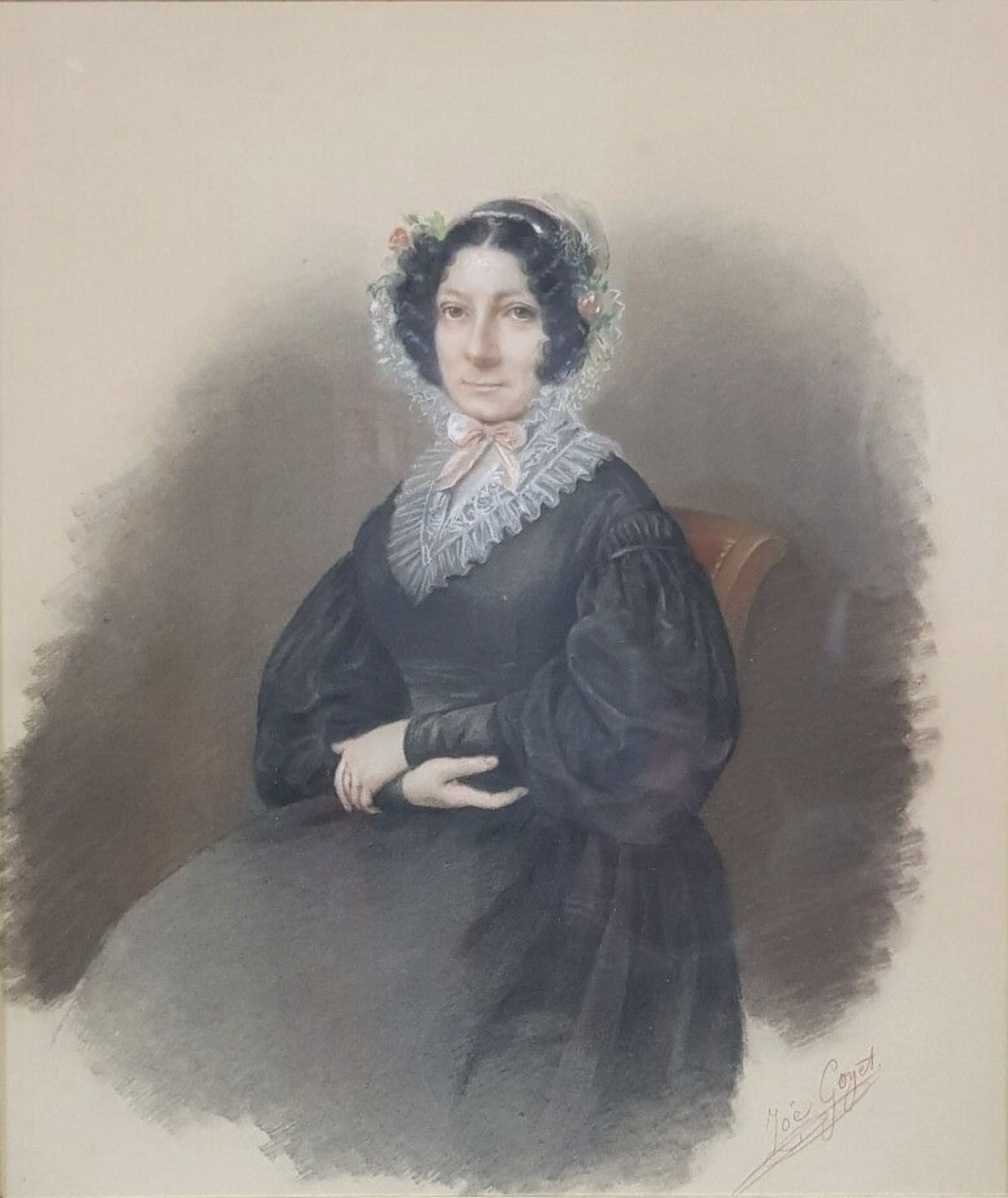
Portrait d'une femme assise, pastel, collection privée
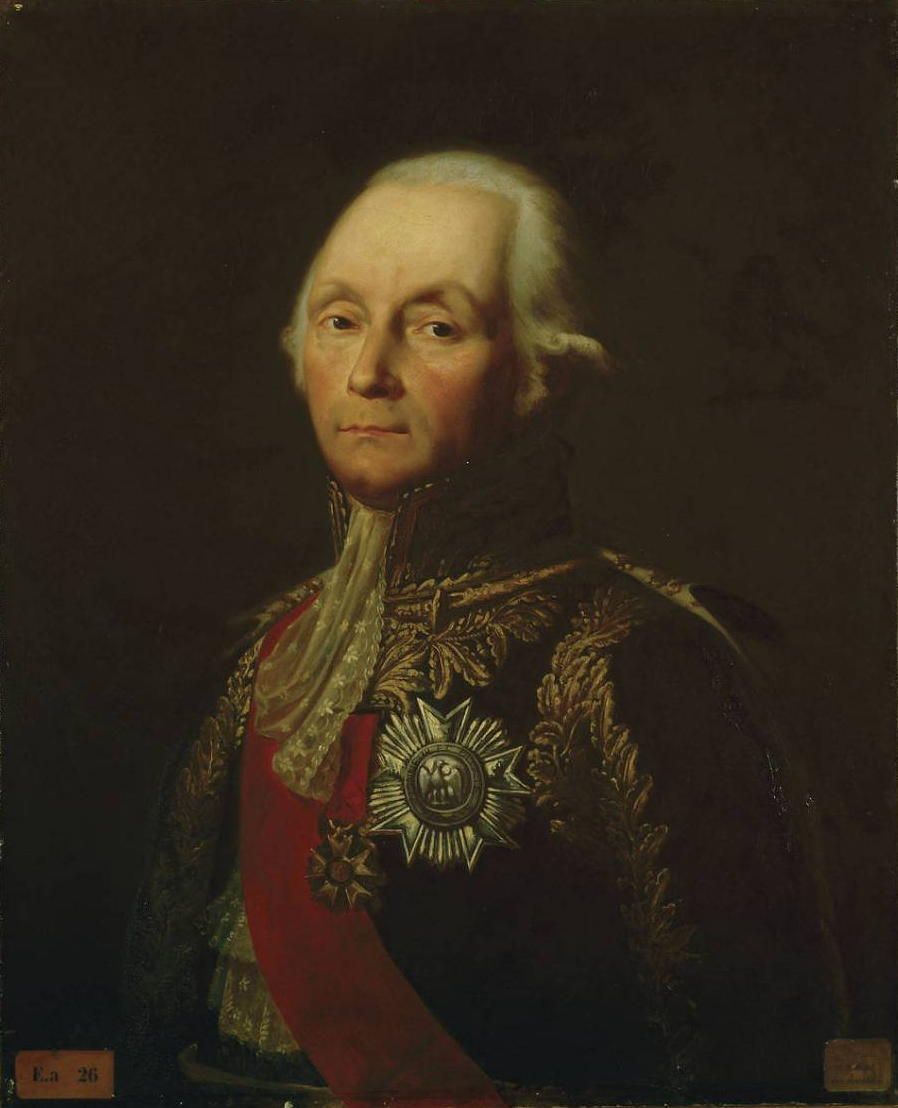
Portrait de François Christophe de Kellermann, Musée de l'Armée, Paris
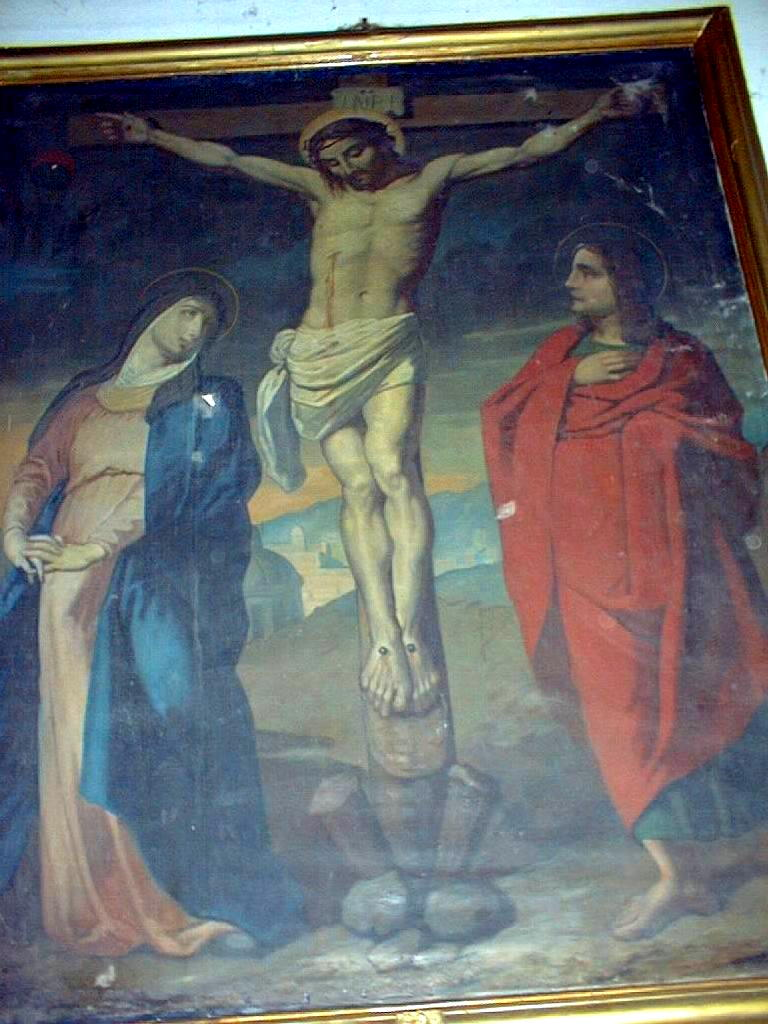
Christ au calvaire, chapelle Notre-Dame du Calvaire, Gabriac (Aveyron), commande faite à Eugène Goyet, terminée par Zoé Goyet (1859)